# عائلة فاروق

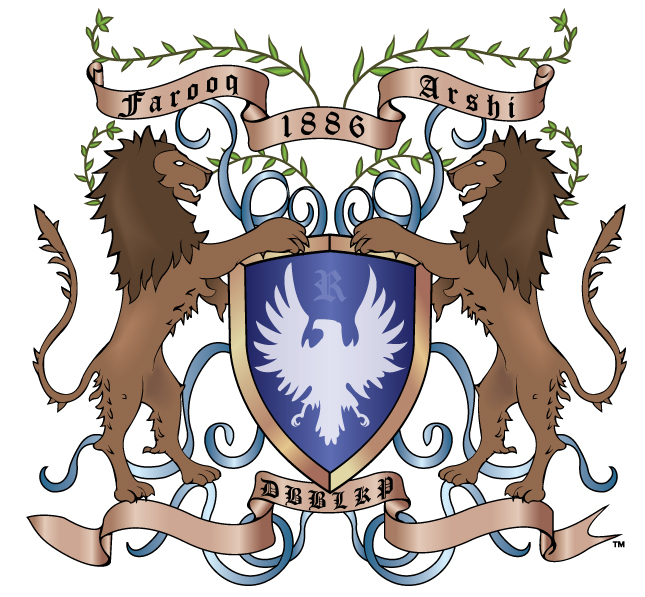
شعار العائلة.

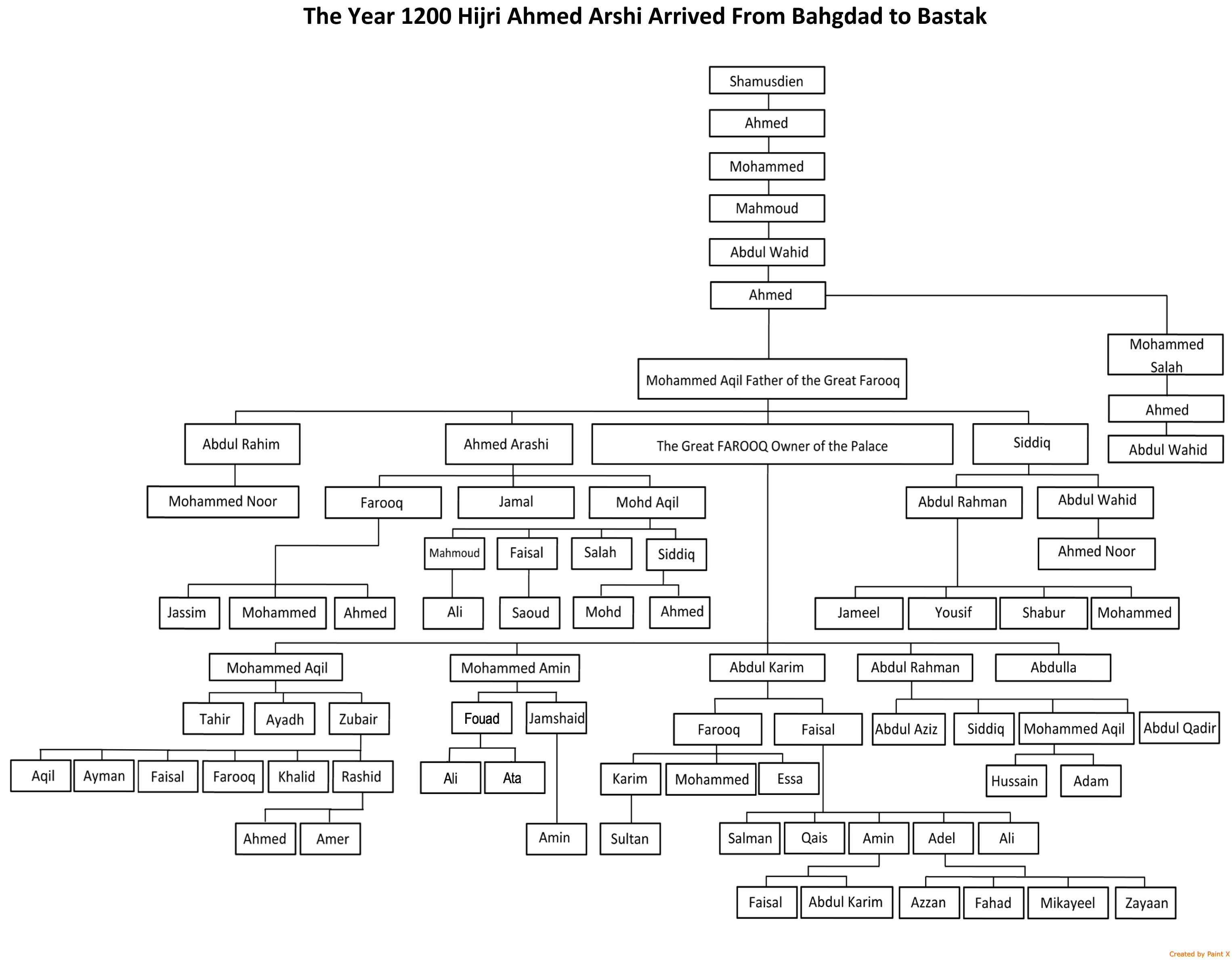
شجرة عائلة فاروق.

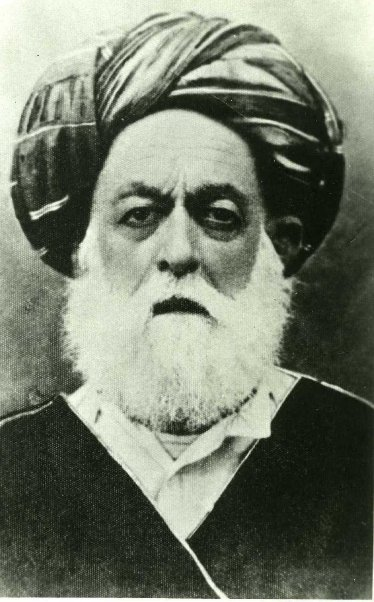
اعترف بالراحل الحاج محمد عقيل على نطاق واسع بأنه أنجح تاجر في زمانه.

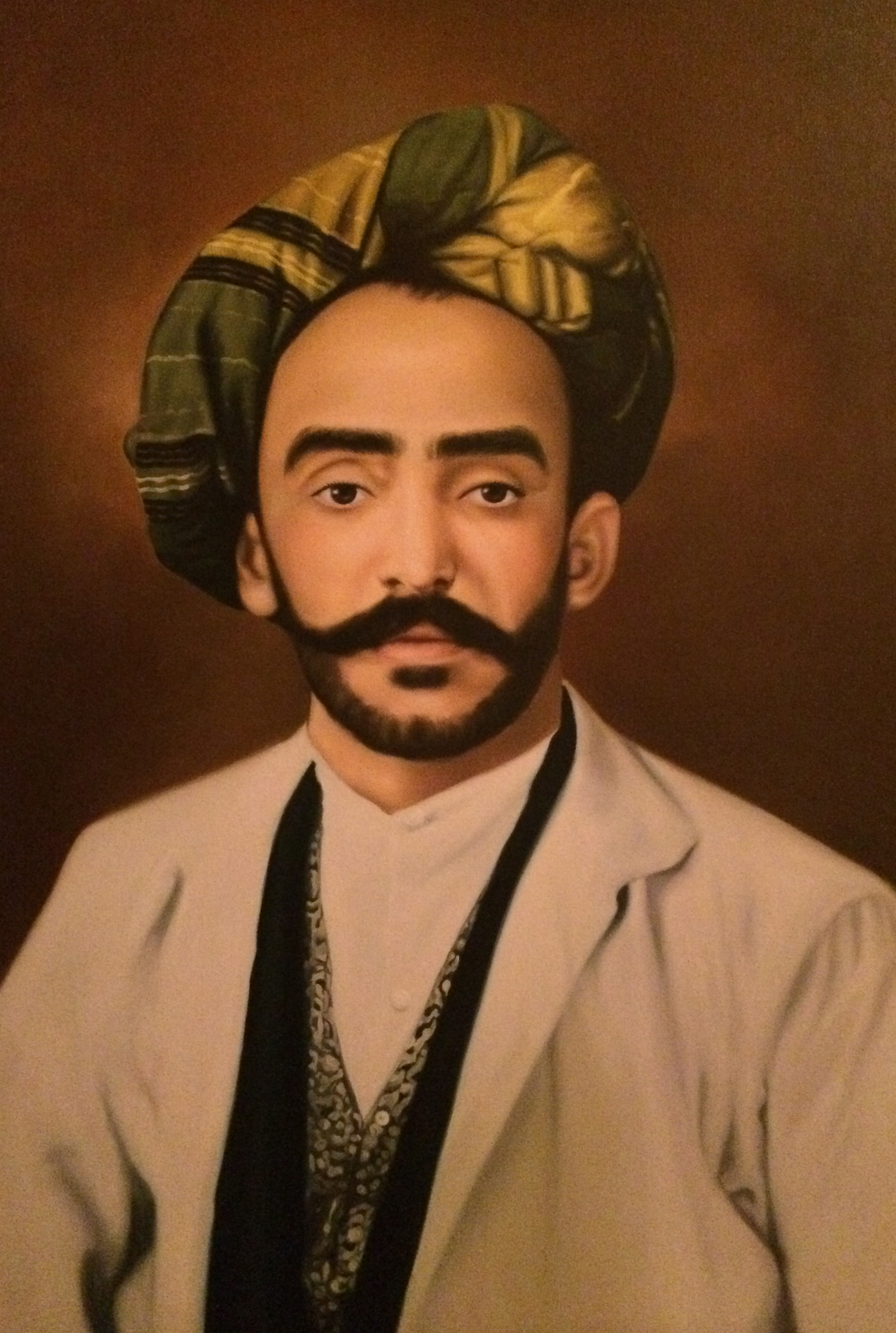
"فاروق العظيم" فاروق بن محمد عقيل.

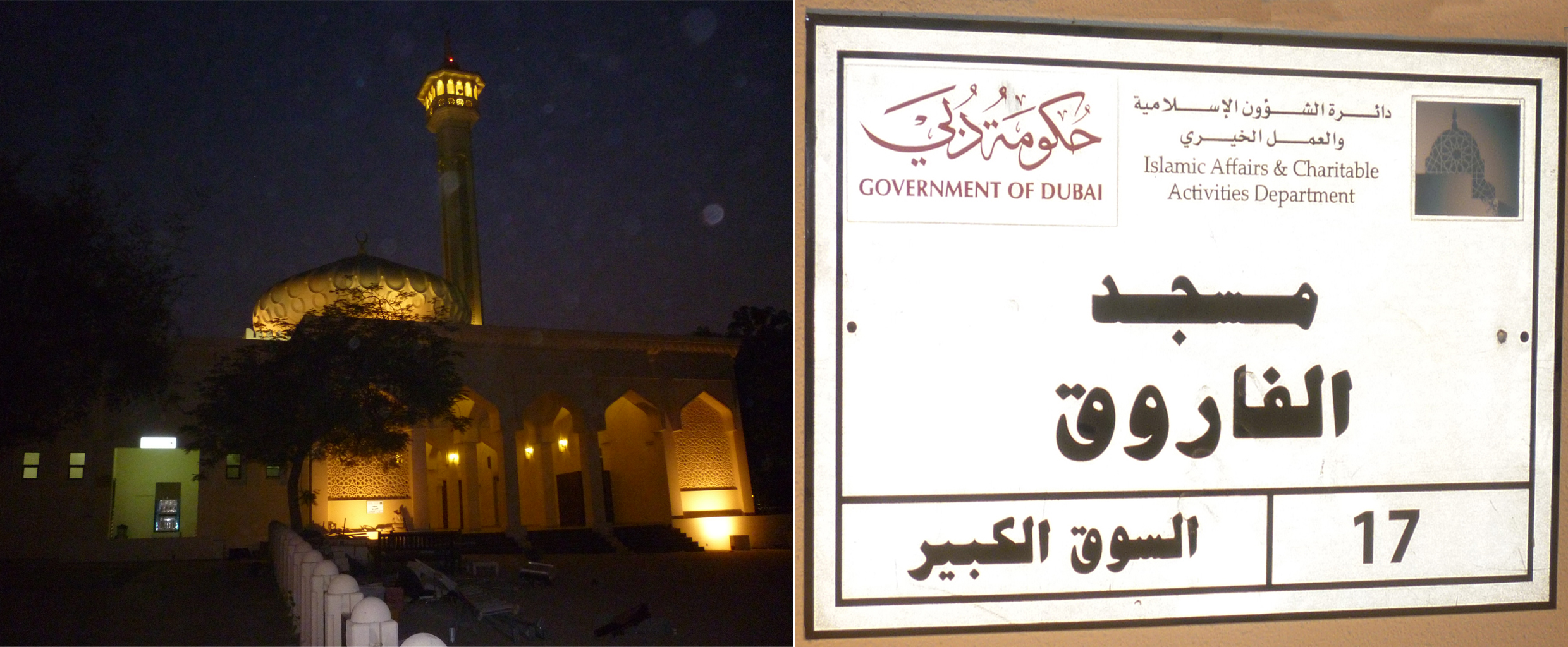
بني هذا المسجد من قبل عائلة فاروق لغرض العبادة في بدايات سفرهم للتجارة إلى دبي.

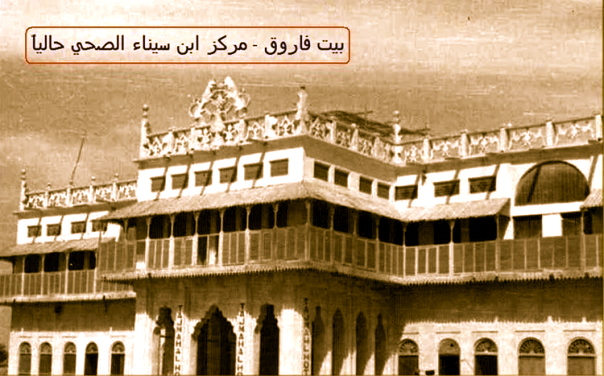
قصر فاروق في البحرين. حاليا مركز ابن سينا الصحي.

فاروق العرشي أسرة مسلمة سنية تعود أصولها إلى المملكة العربية السعودية حيث ينتمون إلى قبيلة الأنصار التي استقرت في بستك في محافظة هرمزكان في إيران في سنة 1200 هجرية الموافق 1785 ميلادية. الأسرة من بين أوائل العائلات التجارية والأرستقراطية في دولة الإمارات العربية المتحدة.
اعتبارا من عام 2014 فإن الغالبية العظمى من أفراد العائلة يقيمون في دولة الإمارات العربية المتحدة والبحرين والولايات المتحدة الأمريكية وكندا. عائلة فاروق العرشي هم أقارب من الدرجة الأولى من أسرة العلماء. العلماء معروفون باسم سلطان العلماء وآل فكري وعائلة الخالدي.

## الخلفية
كانت عائلة العرشي بقيادة الحاج محمد عقيل من الموجة الأولى في الهجرة التي بدأت في عام 1899 بسبب «مقدمة الضريبة الجمركية من قبل الحكومة الفارسية تحت سلالة قاجار التي أدت إلى انخفاض أرباح التجار».
عدم الاستقرار السياسي في عام 1909 وانتشار وباء الإنفلونزا في عام 1918 فإن معظم العائلات التجارية قررت الهجرة من بستك إلى الدول العربية في الخليج العربي وكراتشي ومناطق المحيط الهندي.
بعد وفاة الحاج محمد عقيل فإن أبنائه محمد فاروق المعروف باسم فاروق العظيم وأحمد العرشي تولوا مسئولية إدارة أعمال العائلة التجارية وتوسيعها على الصعيد الدولي وكان أساس تجارتهم ألماس واللؤلؤ والأحجار الكريمة. قال كولز وجاكسون أن «كرم وضيافة فاروق العظيم أكسبه احترام ومكانة محترمة بين ملوك الخليج».
بعد وفاة محمد فاروق أصبح ابنه عبد الكريم فاروق وريث العائلة. كان عبد الكريم فاروق أيضا مستشارا لحكام دبي وتحديدا لراشد بن سعيد آل مكتوم وحكام آخرين في منطقة الخليج العربي.
امتلك عبد الكريم فاروق مؤسسة تجارة عامة في البستكية بدبي المعروف أيضا باسم متجر لندن والمتخصص في استيراد العلامات التجارية ذات الجودة مباشرة من لندن بالمملكة المتحدة. كان ينظر إليه على أنه «أغنى رجل في دبي وأحد رموز الثراء بامتلاكه يخت».
الشركة العائلية توسعت توسعا سريعا وأصبحت علامة تجارية عالمية من خلال أعضاء محترمين من الأسرة من بينهم ابن محمد عقيل محمد فاروق محمد عقيل العرشي والدكتور محمد زبير فاروق العرشي وهو شاعر مشهور وطبيب.
يشمل أفراد الأسرة الذين يدير الشركة العالية رشيد محمد زبير فاروق العرشي وهو رجل أعمال ناجح وطموح. هو المسؤول عن قيادة مكتب عائلة فاروق العرشي العلامة التجارية الناجحة. أدت روح المبادرة للعرشي أيضا في البدء وإنشاء المزيد من المشاريع التجارية. راشد محمد زبير فاروق العرشي يشغل حاليا منصب الرئيس التنفيذي لسماحة الدولية وريجنري للاستثمارات والرئيس التنفيذي لشركة مجموعة سماحة للاستثمارات.
راشد محمد زبير فاروق العرشي هو عضو مجلس إدارة في عدد من المنظمات المحلية والدولية التجارية والخيرية ذات السمعة الطيبة وكان يشغل منصب مستشار للعديد من الأسر الحاكمة الخليجية.
ساهمت عضوات في عائلة فاروق أيضا بنجاح. فائقة فاروق ابنة فاروق العظيم كانت أول سفيرة في العالم العربي للأمم المتحدة. ولدت فائقة في باريس في عام 1929 وانضمت إلى السلك الدبلوماسي التونسي بسبب والدتها التونسية ثم عينت سكرتيرة ثالثة في واشنطن.

## المسؤولية الاجتماعية
عائلة العرشي لديها تاريخ من الاشتراك في القضايا الإنسانية. قصر فاروق في البحرين استضافت العديد من الأحداث التي ساهمت في خير المجتمع. أحد الأحداث السياسية الأكثر شهرة التي عقدت في قصر فاروق خلال عام 1948 هو تقديم دفعة أولية من الدعم البحريني من أجل فلسطين. الاجتماع أدى إلى العديد من التبرعات السخية لصالح فلسطين خلال العام.
اليوم فإن كرم عالة العرشي واضح من خلال المعالم المختلفة مثل المساجد وبيت فاروق وهو جزء من تراث خور دبي في منطقة البستكية بدبي ومتحف في بندر لنجة سمي بالعائلة.
واصلة العرشي دعم المبادرات العالمية المختلفة التي تركز على القضايا الإنسانية والبيئية.
غالبا ما يعمل في الشركات من قبل رجال عائلة العرشي في بندر لنجة الذين يسافرون بانتظام إلى بستك خلال مزاولة الأعمال التجارية لزيارة أسرهم. نتيجة لذلك قامت العائلة ببناء مسجد في منطقة البستكية وهي إحدى أقدم الأحياء في دبي. المسجد معروف الآن باسم مسجد الفاروق.
بيت العائلة الأصلي في بندر لنجة تم تحويله إلى متحف وأطلق عليه قصر فاروق نظرا لحجمه.
كان لمحمد فاروق الكبير علاقات وثيقة مع حكام الدول العربية في الخليج العربي وأبرزهم محمد بن صقر القاسمي حاكم الشارقة ورأس الخيمة السابق وسعيد بن مكتوم آل مكتوم حاكم دبي السابق.
كان عبد الكريم فاروق من المقربين للغاية وعمل مستشار لحكام دبي خاصة راشد بن سعيد آل مكتوم الحاكم السابق لدبي وحكام الخليج العربي كما كان والده «فاروق العظيم» قبله.
تم وضع ختم عائلة عائلة فاروق المنحوت عليه أسدين على مدخل قصر فاروق في البحرين (حاليا مركز ابن سينا الصحي).
فائقة فاروق أول سفيرة في العالم العربي إلى الأمم المتحدة وهي من عائلة فاروق العرشي.
اعترف بعائلة فاروق العرشي بأنها إحدى أغنى العائلات في منطقة الخليج العربي.
ثلثي الأسرة يقيمون حاليا في دولة الإمارات العربية المتحدة.